# Cubocephalus septentrionalis
Cubocephalus septentrionalis là một loài tò vò trong họ Ichneumonidae.